# Klas Kärre
Klas Kärre, född 12 januari 1954 i Strasbourg, är en svensk professor i molekylär immunologi vid Karolinska Institutet. 

## Biografi
Kärre, som är uppväxt bland annat i Paris, avlade läkarexamen vid Karolinska Institutet, men påbörjade aldrig AT-tjänstgöring för att bli legitimerad utan började istället forska direkt efter studierna 1975. Han disputerade 1981 vid Karolinska Institutet med en studie om interaktionen mellan NK-celler från möss, med T-celler och T-cellslymfom-celler.  Kärre upptäckte i mitten av 1980-talet en av mekanismerna för hur immunförsvarscellerna, NK-celler, identifierar sina målceller och dödar dem. Upptäckten går ut på att NK-cellerna hämmas av transplantationsantigen, MHC Klass I, vilket hindrar NK-celler från att döda kroppsegna celler. När MHC Klass I avlägsnas från målcellerna så dödar NK-cellerna dem. Klas Kärre gav fenomenet namnet "the missing self hypothesis" och forskningsrapporten från 1990 baserad på upptäckten har (2021) citerats ungefär 3000 gånger.
Kärre utnämndes till professor vid Karolinska Institutet 1993. Han blev 2006 ledamot av Karolinska Institutets Nobelkommitté och 2009 ordförande för densamma, för att sedan kliva tillbaka och återigen vara aktiv främst som ledamot. Kärre tog 2013 över uppdraget som ordförande för Cancerfondens forskningsnämnd med ett femårigt mandat efter Bengt Westermark. Han är också verksam inom Wenner-Gren stiftelserna i olika funktioner, bland annat i dess vetenskapliga råd.
Klas Kärre träffade sin fru under gymnasiet. Tillsammans har de tre barn. Han är även bror till den svenska diplomaten Malin Kärre. Kärre valdes 2025 in i den amerikanska The National Academy of Sciences.

## Opinion
Kärre har upprepade gånger beklagat Sveriges sjunkande forskningsranking i Vetenskapsrådets internationella jämförelse. Dels 2015 när Sverige sjunkit till femtonde land internationellt inom cancerforskning, och dels 2018 när Sverige dalat ytterligare till sextonde plats. Han uttryckte 2018 sina misstankar om att det delvis berodde på ett försämrat forskningsklimat, samt bristande integrering av vård och forskning. Han kritiserade också den bristfälliga digitaliseringen av sjukvården i Sverige. Han uttryckte i Dagens medicin 2019 och i Läkartidningen 2020 återigen oro för att Sverige tappat mark forskningsmässigt och efterlyste ökade resurser och förbättrad samverkan kring forskningen.
Kärre deltog i augusti 2020 i en skrivelse författad av forskare från hela Europa som stöddes av cancerorganisationer i femton europeiska länder. Skrivelsens syfte var att rekommendera olika strategier gällande forskning och behandling till EU:s satsning Cancer Mission. Målsättningen för rekommendationerna var att få upp den totala 10-årsöverlevnaden för personer diagnosticerade med cancer till 75 %. I samband med att artikeln släpptes uttryckte Kärre att det "...går mycket kunskap till spillo på grund av bristande samarbete."

## Utmärkelser
- 1994 - Göran Gustafssonpriset i molekylär biologi[18]
- 2000 - Anders Jahres pris - huvudpriset för "hans banbrytande forskning kring immunförsvaret mot [cancer]."[19]
- 2009 - Invald i Kungliga Vetenskapsakademien med nummer 1593, i klassen för medicinska vetenskaper.[20]

- 2019 - H. M. Konungens medalj i guld av 12:e storleken för "betydande insatser inom medicinsk forskning."[21]
- 2019 - Hilda och Alfred Erikssons pris för "viktiga bidrag till basal och tillämpad immunologi med inriktning mot tumör-, transplantations- och infektionsimmunologi”.[22]